# Tenture de Jérôme Bosch
La Tenture de Jérôme Bosch (ou Les Rêves de Jérôme Bosch), conservée à l'Escurial (Espagne), est une série de quatre tapisseries flamandes tissées à Bruxelles dans le second tiers du XVIe siècle d'après des cartons inspirés d'œuvres du peintre Jérôme Bosch et de suiveurs de ce dernier.

## Historique

### Exemplaire de FrançoisIer

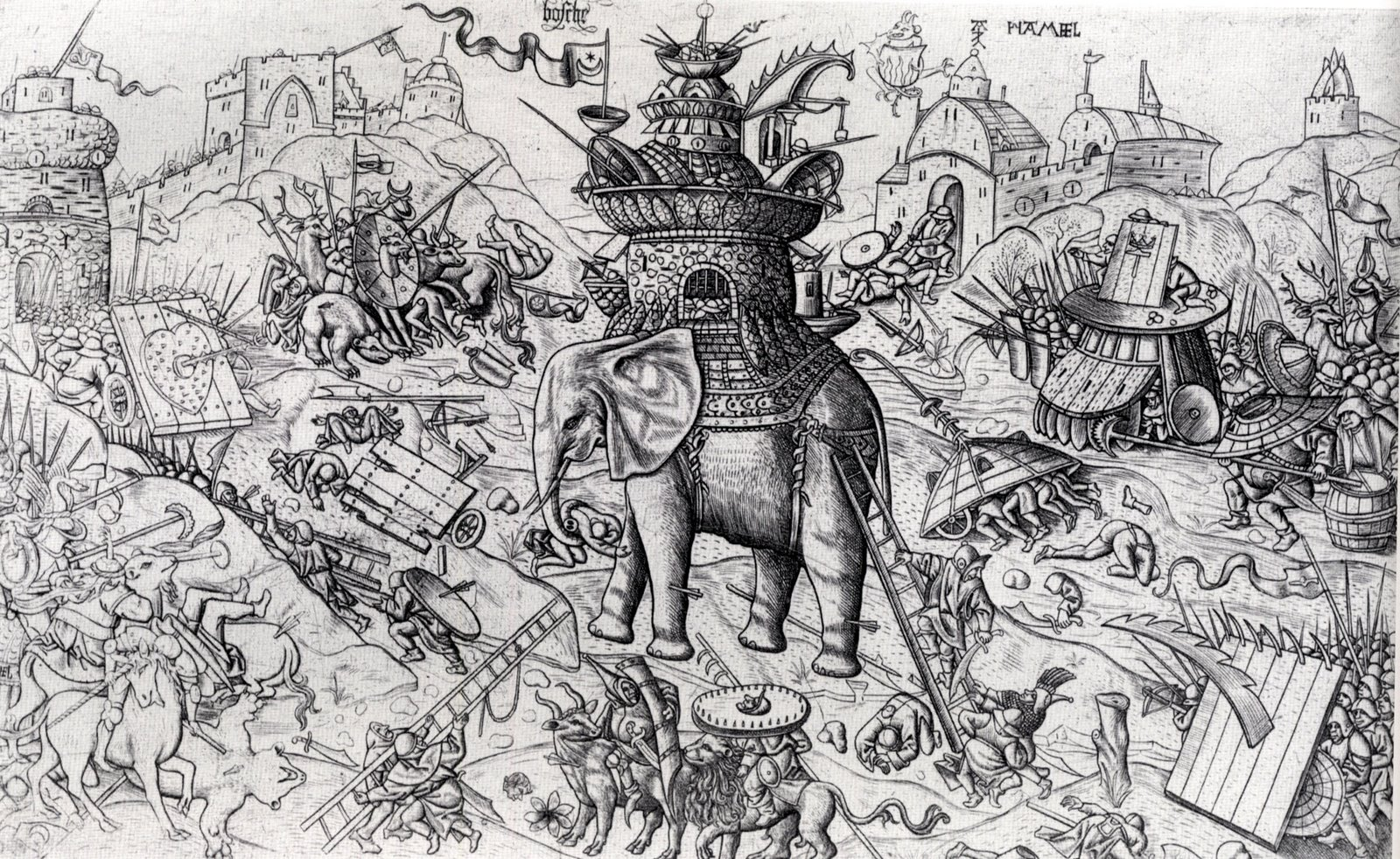
L’Éléphant de guerre, gravure d'Alart du Hameel, vers 1490.

Un premier exemplaire de la tenture, aujourd’hui disparu, est documenté dès les années 1530-1540. Ce qui réfute la tradition ancienne d'une participation plus ou moins directe de Bruegel, né vers 1526, à l'élaboration des cartons.
Entre 1534 et 1538, le roi de France François Ier achète à Melchior Baldi, agent de Marc Crétif, un marchand bruxellois d'origine italienne, plusieurs séries de tapisseries flamandes, dont une « création du monde et autres pièces ».
Un inventaire de 1542 mentionne « cinq pièces de tapiccerie de divers histoires [...] des devys de Hieronyme » (« d'après les dessins de Jérôme ») et décrit la tenture avec précision : outre quatre tapisseries identiques par leurs sujets et leurs dimensions à celles qui ont été conservées en Espagne, une cinquième représentait un Éléphant. Celle-ci, de même format que La Tentation de saint Antoine, avait très certainement été tissée d'après l’Éléphant de guerre, une gravure d'Alart du Hameel réalisée à Bois-le-Duc vers 1490. Rééditée et recopiée à plusieurs reprises au cours du XVIe siècle, cette estampe passait alors pour le reflet fidèle d'une composition de Bosch.

Reconstitution de la tenture complète
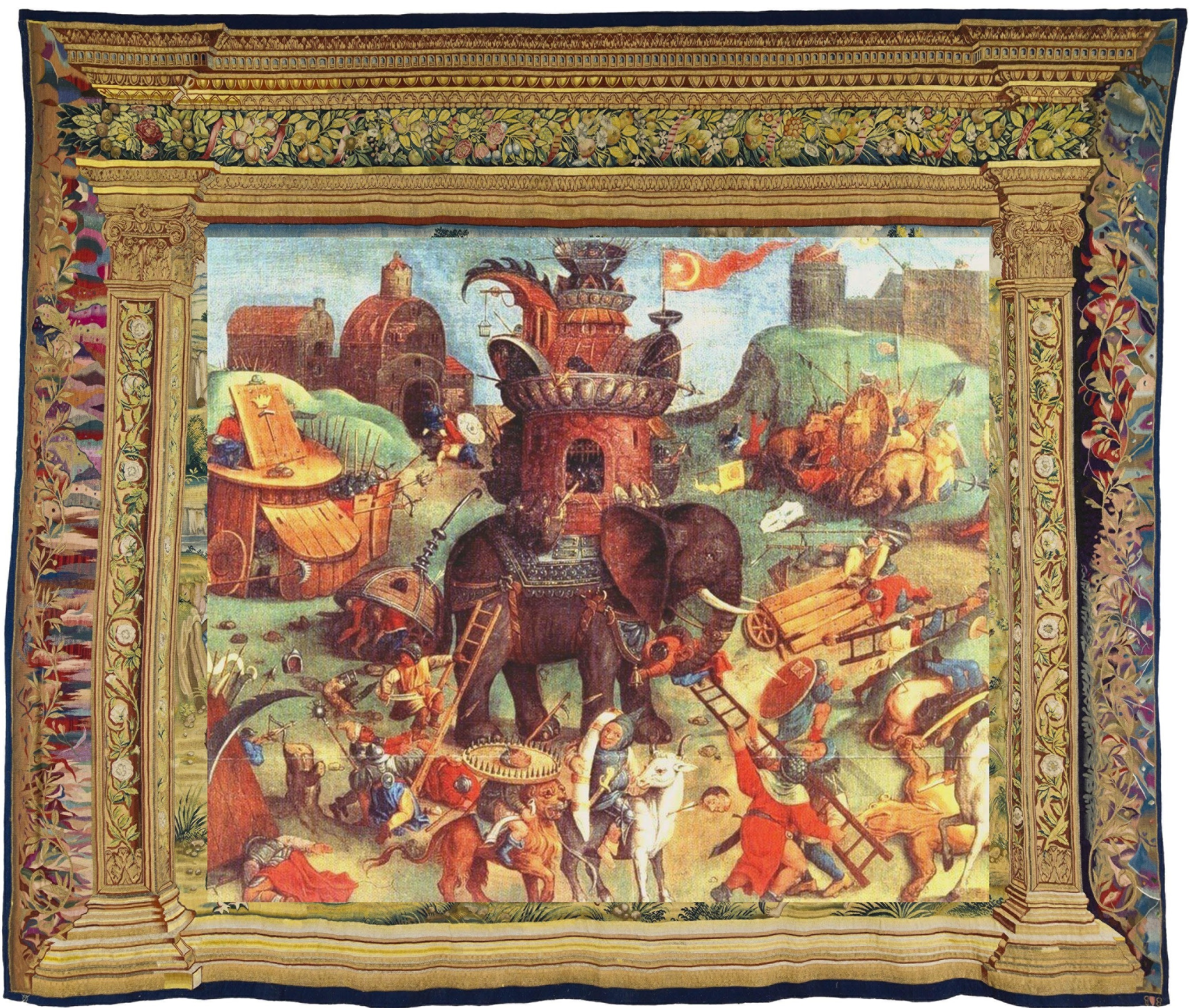
L’Éléphant (montage à partir d'une toile de 1558 copiant la gravure ci-dessus)
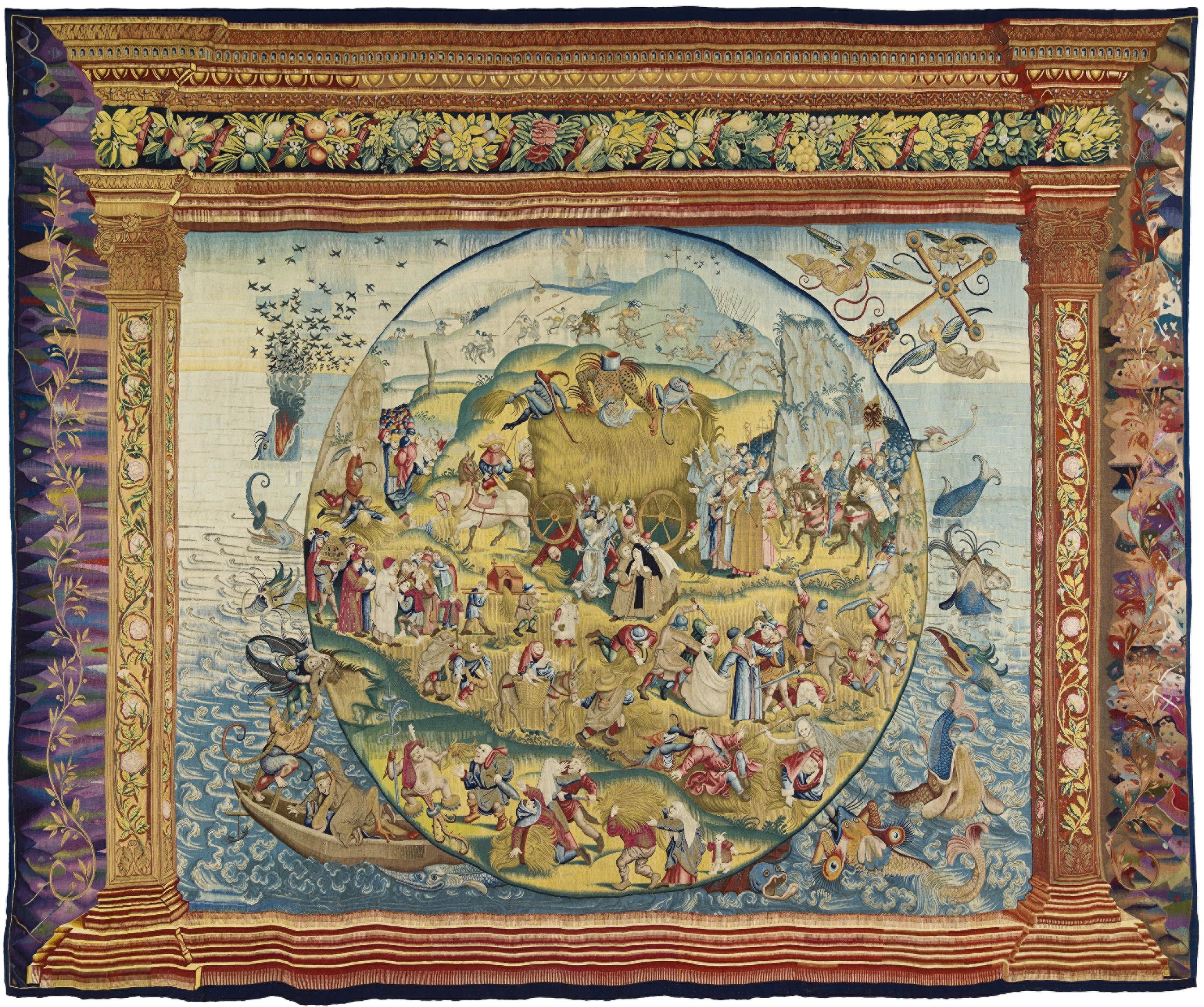
Le Chariot de foin (exemplaire de l'Escurial)
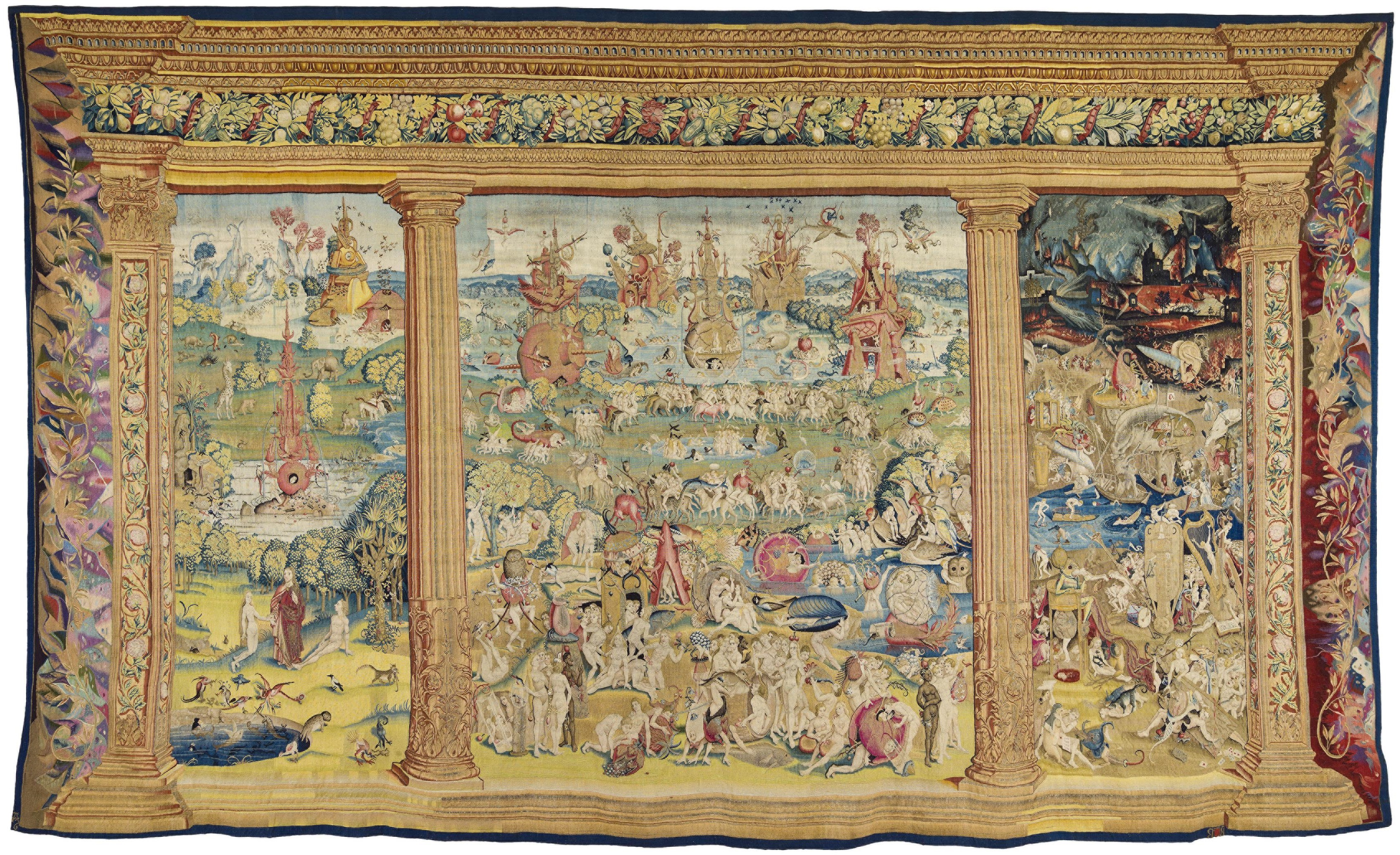
Le Jardin des délices (exemplaire de l'Escurial)
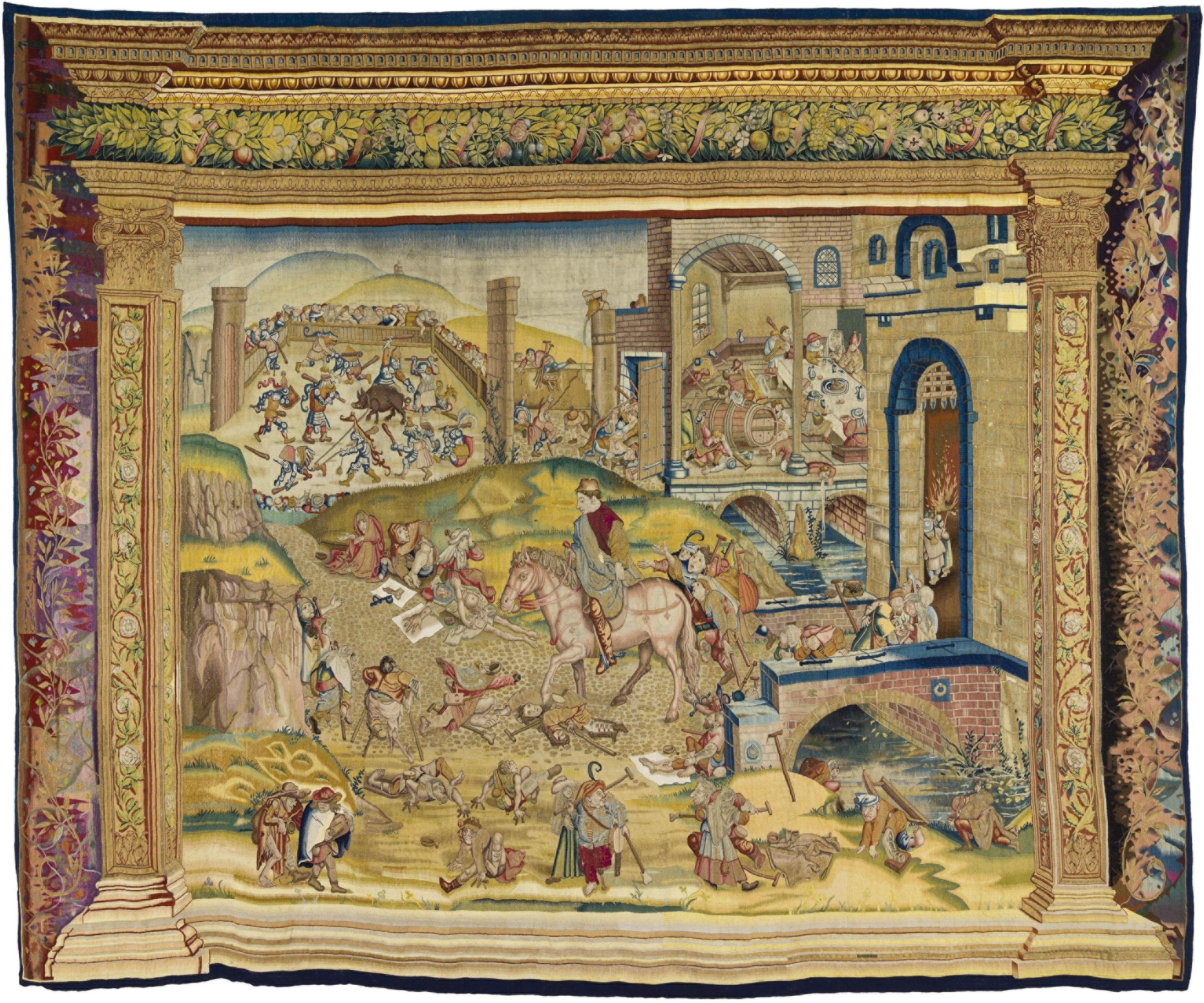
Saint Martin et les mendiants (exemplaire de l'Escurial)
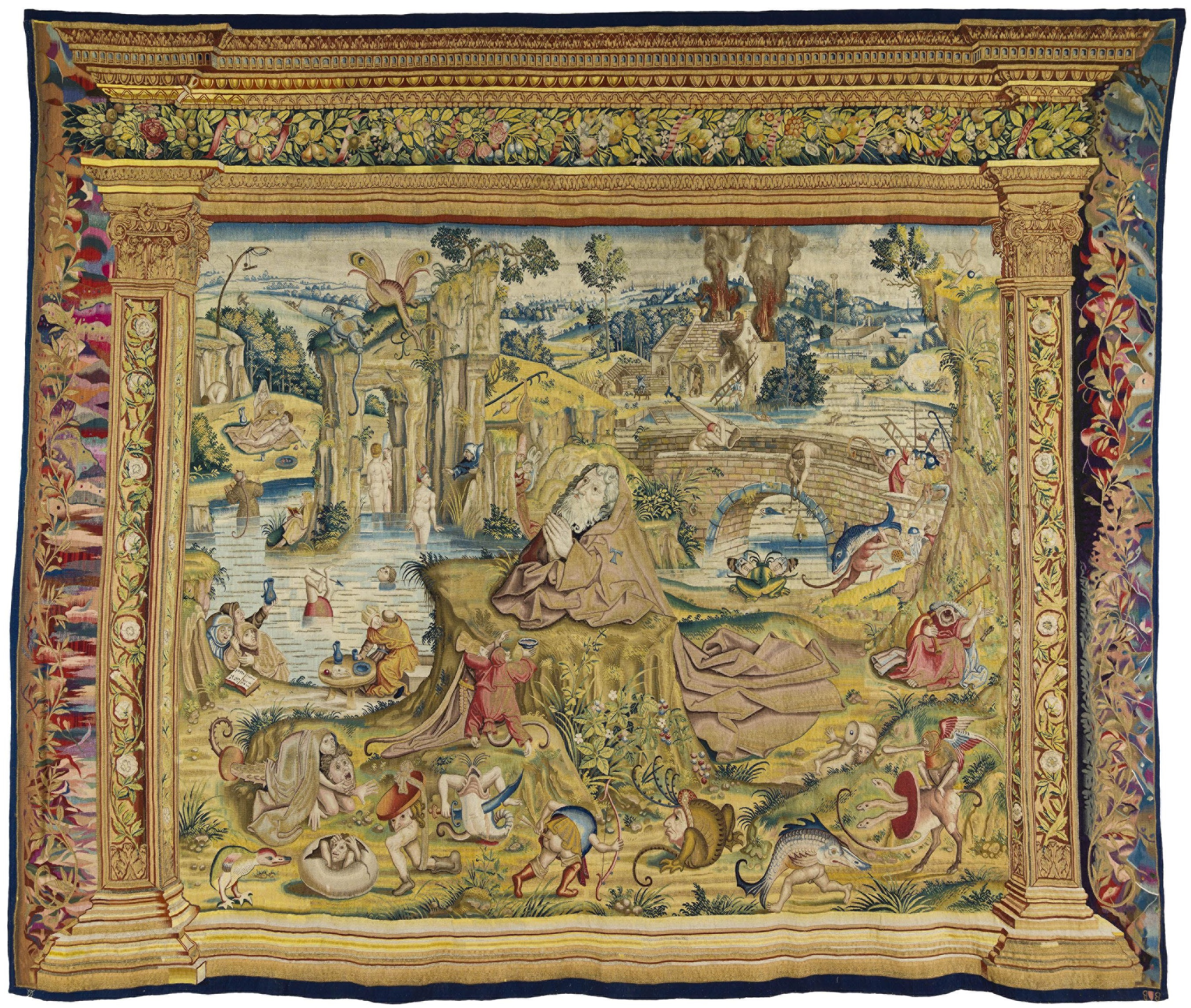
La Tentation de saint Antoine (exemplaire de l'Escurial)

Sous Louis XIV, Félibien note, à propos de Bosch, qu'« il y a une tanture de Tapisserie de son dessein dans le Gardemeuble du Roy ».
Après la Révolution française, la tenture de François Ier a probablement subi le même sort que plusieurs autres tapisseries du Garde-Meuble de la Couronne, détruites en 1797 afin d'en récupérer les métaux précieux.

### Exemplaire de l'Escurial

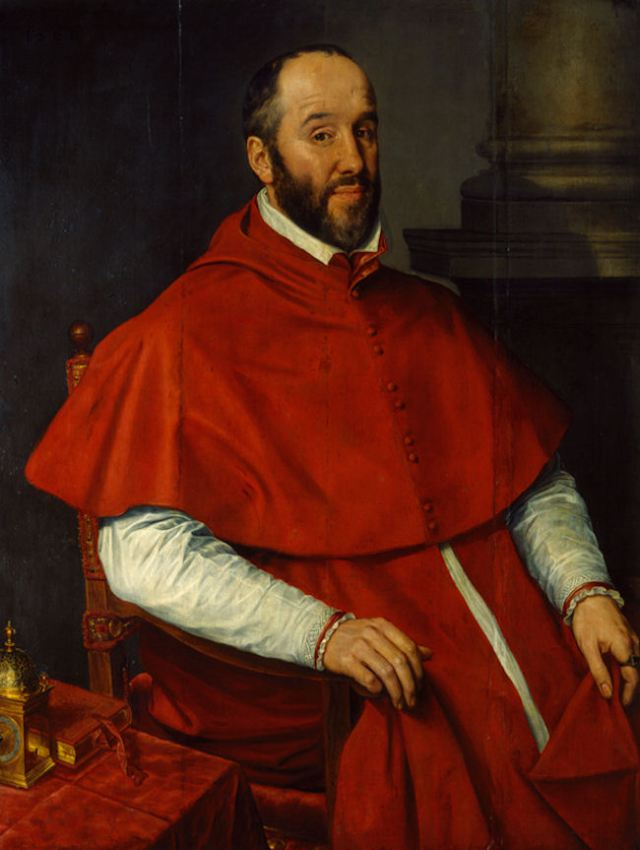
Portrait du cardinal de Granvelle

La tenture conservée en Espagne est vraisemblablement une réédition de la série achetée par François Ier.
En juin 1566, des « tapisseries nouvelles et de Bosche [sic] » (la conjonction de coordination pouvant laisser entendre que celles de Bosch ne sont pas neuves) sont expédiées au cardinal de Granvelle, alors archevêque de Malines. Elles suscitent bientôt l'admiration du duc d'Albe, envoyé aux Pays-Bas pour mater la Révolte des gueux. En 1567, le duc demande avec insistance l'autorisation de faire réaliser une copie des tapisseries. Granvelle étant absent, son maître des comptes décide de gagner du temps en conseillant au duc de faire copier le triptyque original du Jardin des délices. Celui-ci a en effet été laissé à Bruxelles par Guillaume d'Orange-Nassau « le Taciturne », chef des rebelles venant de prendre la fuite. En réaction à cette information, le duc d'Albe fait aussitôt saisir les biens du « Taciturne ». La même année, il finit par obtenir le prêt des tapisseries du cardinal afin d'en faire réaliser une copie à plus grande échelle.
En 1600, un héritier du cardinal, le comte François de Cantecroix, vend les cinq tapisseries à l'empereur Rodolphe II de Habsbourg, qui réunissait alors à Prague une imposante collection de curiosités et d’œuvres d'art. C'est probablement en tant que cadeau diplomatique entre Habsbourg d'Autriche et Habsbourg d'Espagne que la tenture parvient au début du XVIIe siècle jusqu'à la cour de Madrid, où elle est mentionnée pour la première fois en 1626, ornant l'Alcázar à l'occasion de la réception du cardinal Barberini. La date de disparition de la pièce avec l'Éléphant n'est pas connue.

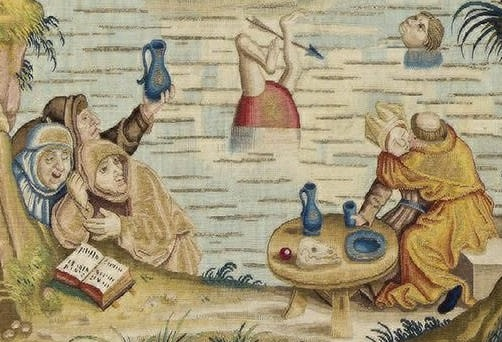
Détail de La Tentation de saint Antoine.

Signalée au palais royal de Madrid en 1875, sous le titre Les Tentations de saint Antoine, la tenture est intitulée à la même époque Les Rêves de Jérôme Bosch par Alphonse-Jules Wauters, qui en attribue les cartons à Brueghel d'Enfer. En 1903, le comte consort de Valencia de Don Juan relie les tapisseries du Jardin des délices et du Chariot de foin aux œuvres de Bosch mais attribue la conception des deux autres tapisseries à Brueghel. Vingt ans plus tard, un autre spécialiste, Heinrich Göbel, propose le malinois Frans Verbeeck comme l'auteur des cartons. Depuis un article de L. Brand Philip paru en 1958, il est communément admis que seule la tapisserie du Jardin des délices adapte directement une œuvre de Bosch, les trois autres étant des « pastiches » composés d'éléments empruntés au répertoire du maître.
Accrochées au palais de la Granja avant 1967, les tapisseries rejoignent ensuite les collections conservées à l'Escurial, où elle a notamment été exposée en 2016, à l'occasion du 500e anniversaire de la mort de Bosch.

## Description
Le tissage des quatre tapisseries est de laine, fil métallique (or et argent) et soie. D'une hauteur de près de 3 mètres (entre 292 et 298 centimètres) chacune, elles varient en largeur (entre 352 et 492 centimètres) et forment un ensemble de près de 16 mètres de long.
Entourées de bordures imitant le marbre, elles sont encadrées par un décor architectural antiquisant. Formé de pilastres composites soutenant un entablement comprenant une frise de guirlandes, celui-ci est influencé par la Renaissance italienne.

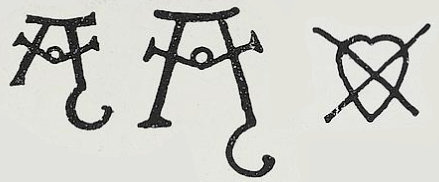
Marques d'atelier relevées par H. Göbel.

L'origine de la tenture est attestée par les deux « B » de la marque de Bruxelles, obligatoire depuis 1528. Présentes sur deux pièces, deux autres marques, précisant probablement l'atelier, n'ont pas encore été identifiées : un monogramme avec un « A » irrégulier ayant un petit 6, G ou C au bas de son second jambage, et un cœur percé de deux traits formant une croix de saint André. L'absence des armes du cardinal de Granvelle a incité Otto Kurz à avancer l'idée que la tenture conservée serait plutôt la copie à plus grande échelle réalisée à la demande du duc d'Albe, mais cette hypothèse n'a pas été reprise par les commissaires de l'exposition de 2016.
L'état de conservation de la tenture est très satisfaisant, malgré l'oxydation des fils d'argent.

### Le Jardin des délices

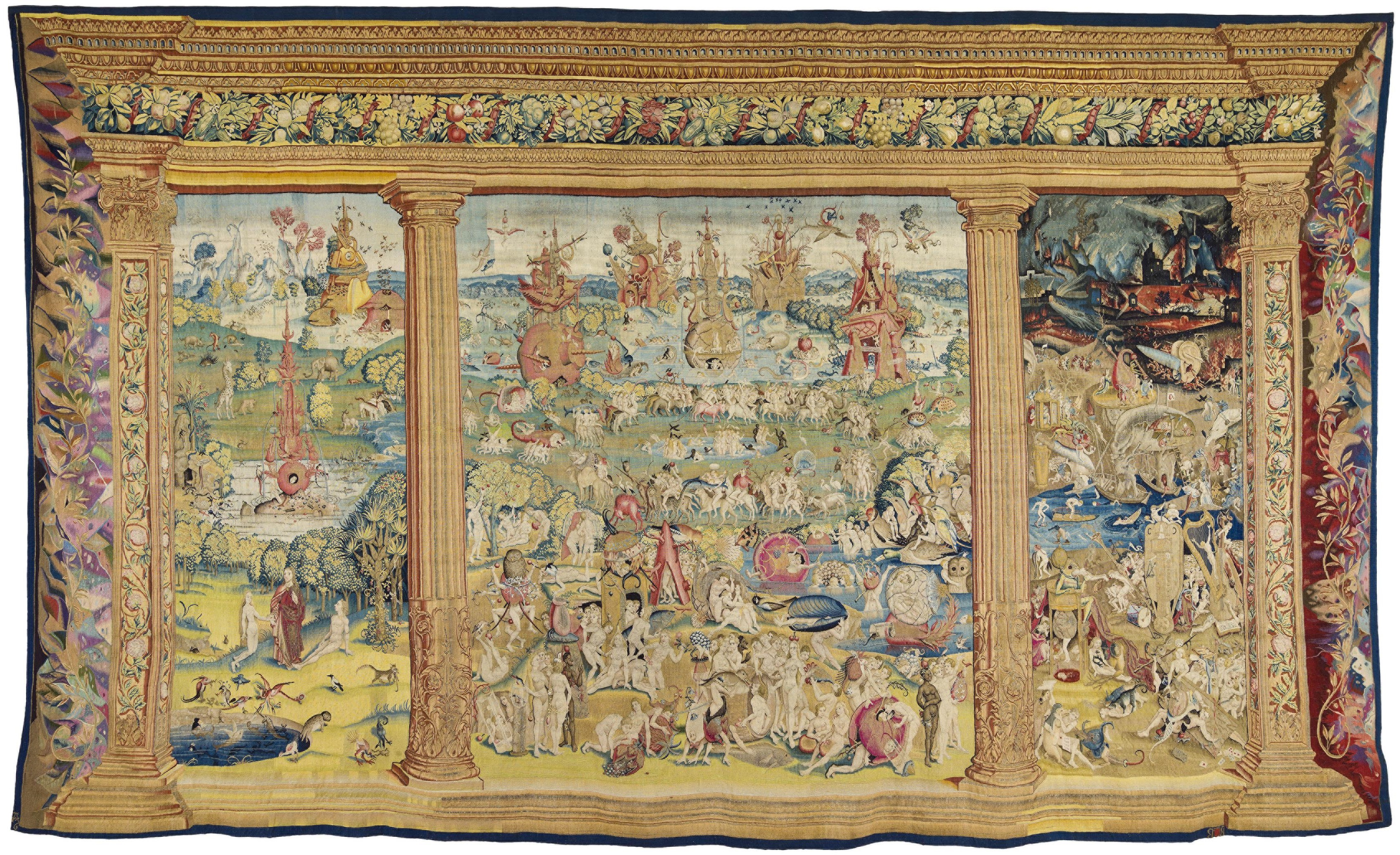
Le Jardin des délices

Cette tapisserie est la plus large (492 cm) de la série, dont elle formait probablement l'élément central. De toutes les pièces de la tenture, elle est à la seule à être directement tirée d'une œuvre connue. En effet, elle reproduit fidèlement les trois faces intérieures du célèbre triptyque du Jardin des délices, peint par Bosch entre 1495 et 1505. Aujourd'hui conservé au musée du Prado, il se trouvait dans le palais bruxellois d'Henri III de Nassau à l'époque de la réalisation des cartons de la tenture.
Sur la tapisserie, l'ordre des panneaux est le même que dans l’œuvre d'origine (Éden-Jardin des délices-Enfer), mais leur image est inversée, le tissage se faisant sur l'envers.
Comme la tapisserie reproduit les trois panneaux d'un triptyque, ceux-ci sont séparés par des colonnes cannelées à chapiteau dorique.

### Le Chariot de foin

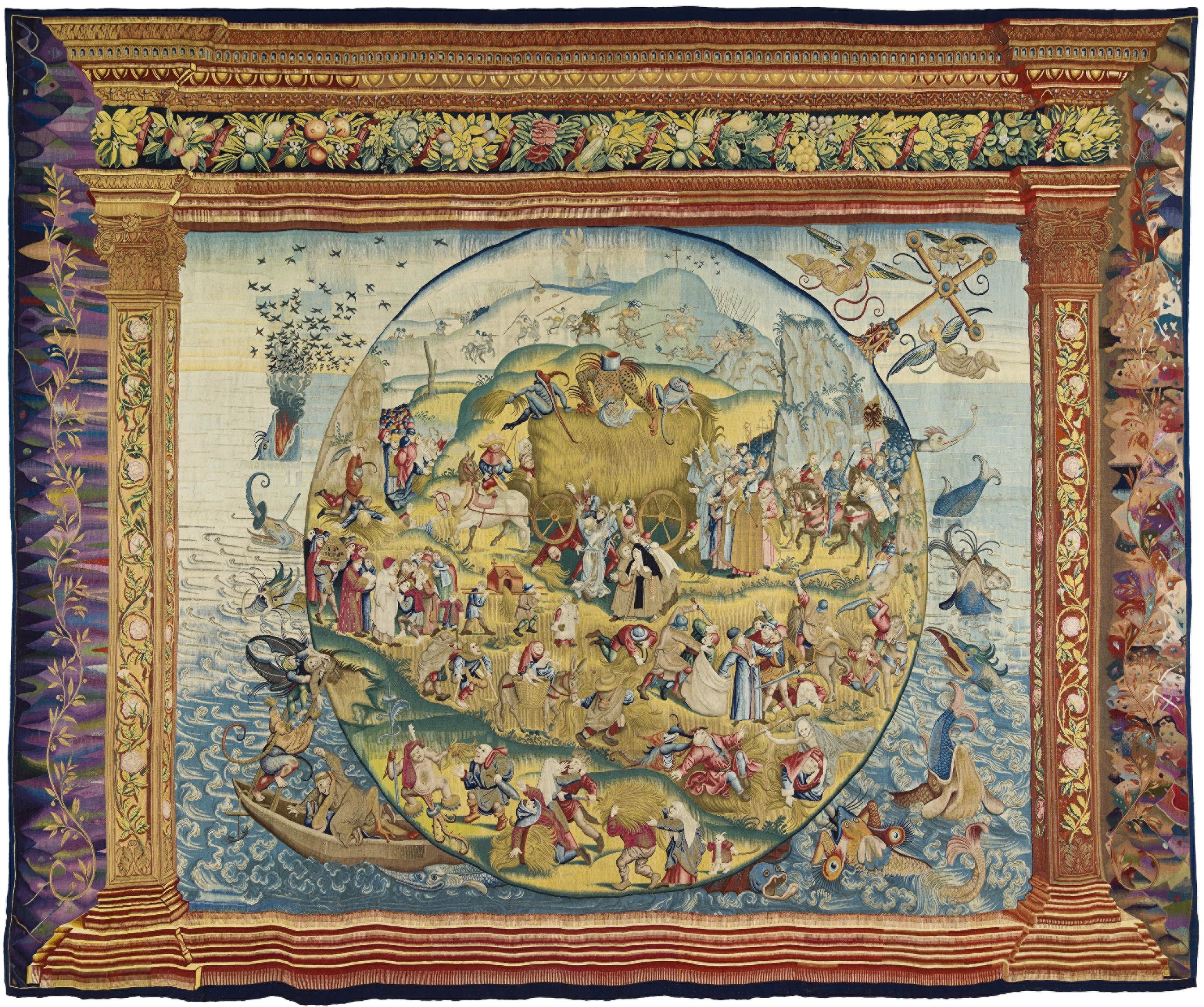
Le Chariot de foin

Cette tapisserie développe une iconographie comparable à celle du panneau central du Chariot de foin, un autre triptyque de Bosch, également conservé au Prado, peint vers 1510-1516. Malgré d'importantes différences dans les détails, le motif principal, allégorie de la vanité des convoitises humaines, est le même : souverains, nobles, ecclésiastiques et gens du peuple se disputent le foin que transporte un chariot.
La composition de la tapisserie diffère nettement de celle du tableau en s'inscrivant dans un globe crucigère. Celui-ci vacille, cerné par un enfer aquatique peuplé de monstres marins dans lequel les damnés sont précipités par la Mort (armée d'une flèche, comme dans La Mort et l'avare) et des démons.
Le musée du Louvre conserve un tableau attribué à l'atelier du peintre anversois Gillis Mostaert qui reprend exactement, mais dans un style moins archaïque, la composition de la tapisserie de l'Escurial. Le tableau du Louvre est inversé par rapport à la tapisserie, ce qui indique qu'il se base sur le carton ayant servi au tissage ou sur une œuvre aujourd’hui perdue (éventuellement due à Bosch lui-même) que le peintre-cartonnier aurait copiée. Les souverains à cheval y sont ainsi représentés à gauche du chariot, qui avance vers la droite, comme dans le panneau central du triptyque de Bosch.

Le Chariot de foin (Gillis Mostaert et atelier)
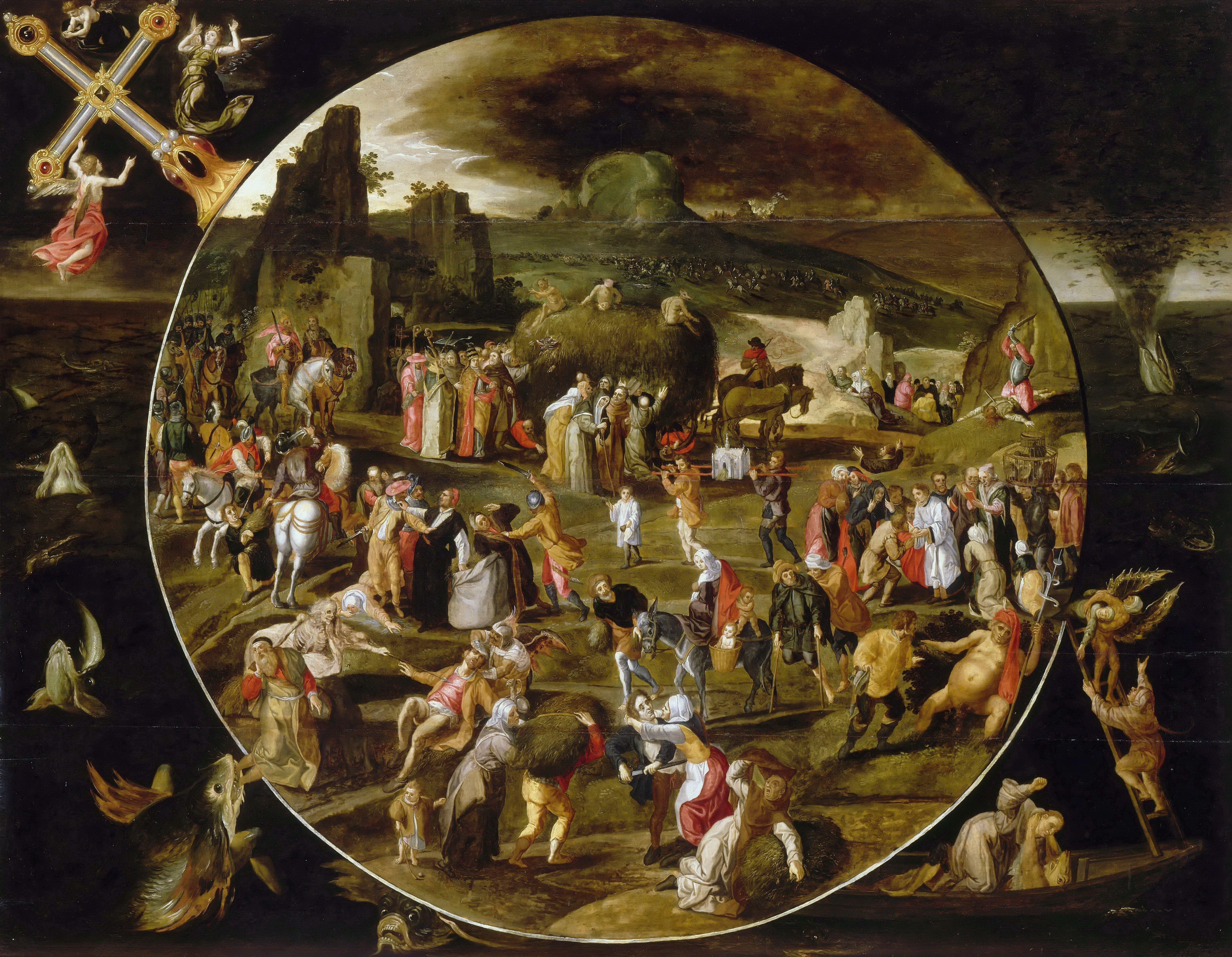
Version du Louvre.
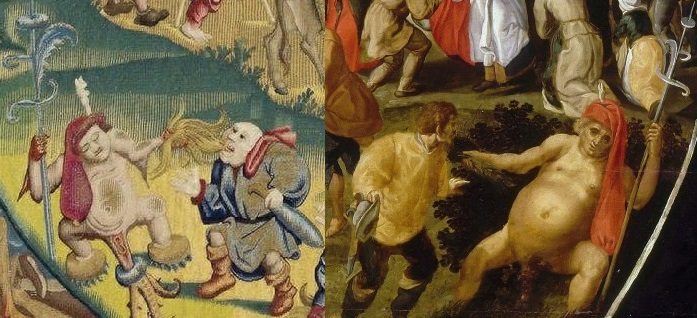
Comparaison avec la tapisserie.
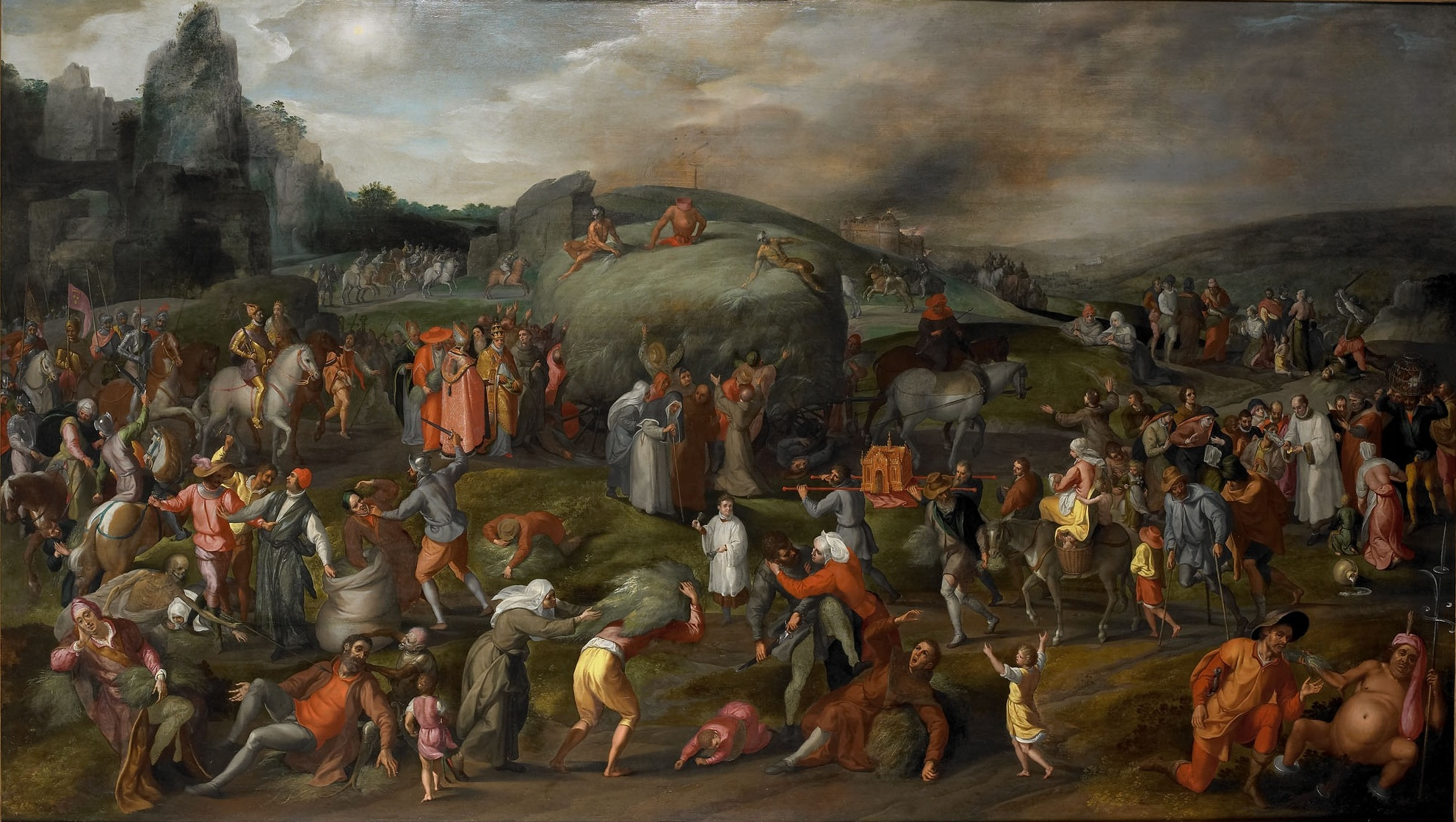
Variante rectangulaire conservée au musée du couvent Sainte-Catherine à Utrecht (dépôt du Rijksmuseum).

### La Tentation de saint Antoine

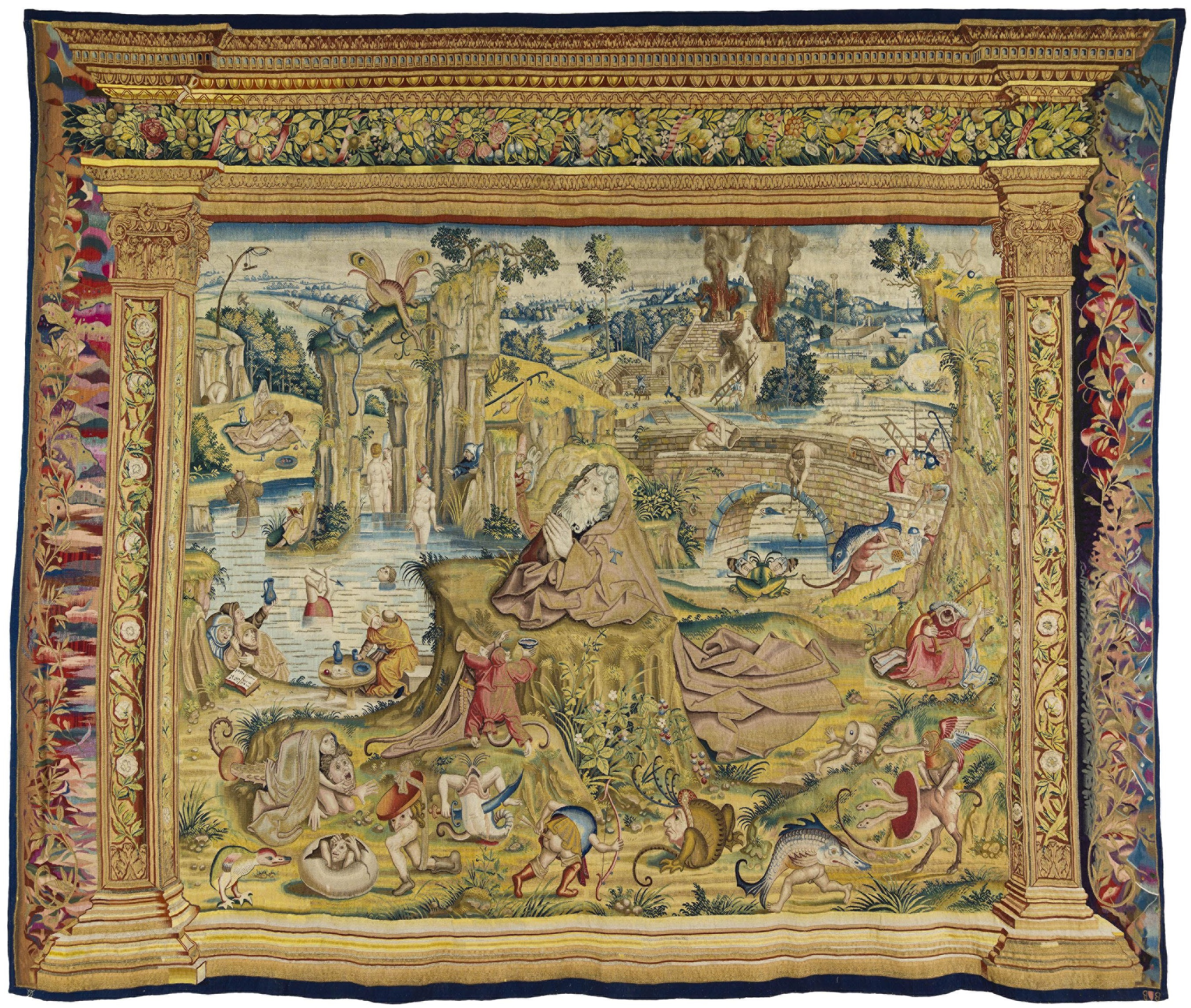
La Tentation de saint Antoine

Bien que Bosch ait plusieurs fois représenté ce thème, la tapisserie de la Tentation de saint Antoine ne reproduit aucune des œuvres connues du maître. Plutôt que le reflet d'une œuvre perdue du maître, il s'agit plus probablement d'un pastiche. En effet, de nombreuses œuvres sur ce thème ont été suscitées, dès la seconde décennie du XVIe siècle, par le succès rencontré par le triptyque de la Tentation de saint Antoine, peint par Bosch entre 1498 et 1505 (aujourd'hui conservé à Lisbonne).
Certains détails semblent cependant dériver de dessins de Bosch. Dans le coin inférieur droit, on voit un monstre bipède tri-ophiocéphale monté par un grylle ailé à bec de spatule. Or, sa forme générale ainsi que la position de son « cavalier » s'inspirent d'un détail d'une feuille d'études dessinée par Bosch vers 1495-1505 et conservée au musée du Louvre (inv. 20871, recto). Le motif de la tapisserie n'étant pas inversé par rapport au dessin, le lien entre les deux est peut-être indirect.

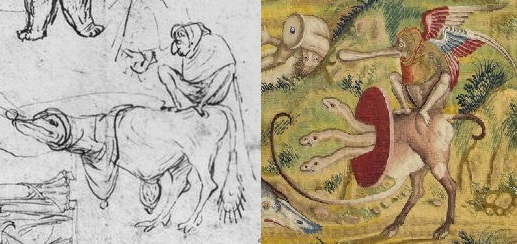
Comparaison avec le dessin du Louvre.

### Saint Martin et les mendiants

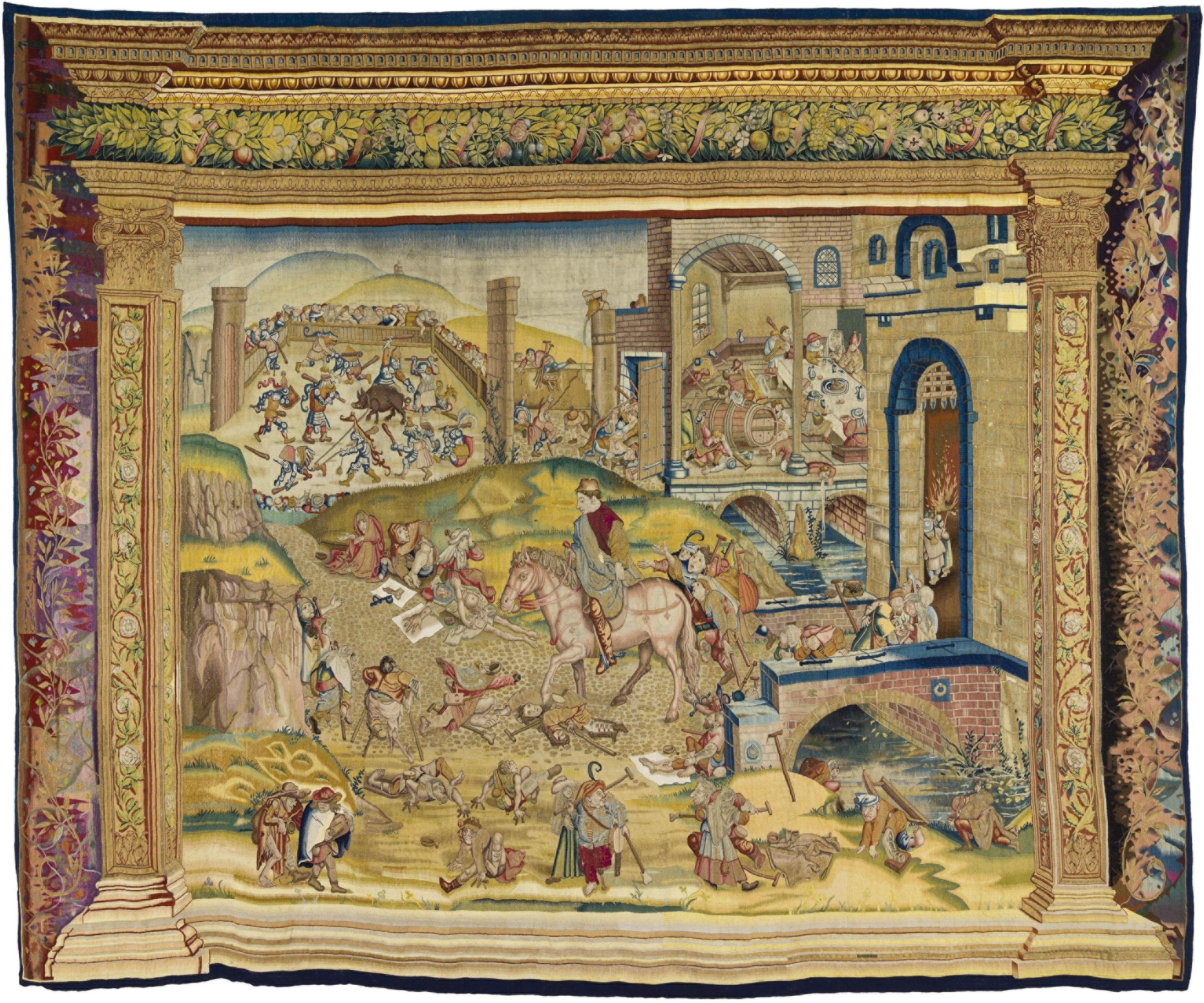
Saint Martin et les mendiants

Représenté à cheval, en train de sortir d'une ville fortifiée, Saint Martin est assailli par une foule de mendiants et d'estropiés. Le long de la route, certains d'entre eux exhibent sur un linge leurs membres amputés, détail horrible que l'on retrouve dans plusieurs œuvres authentiques de Bosch (Jugement dernier de Vienne et Tentation de saint Antoine de Lisbonne).
En arrière-plan, de nombreux personnages participent à des scènes festives qui font probablement écho aux réjouissances traditionnelles de la Saint-Martin. À droite, à l'intérieur d'une auberge devant laquelle des infirmes se battent à coup de béquilles, d'autres gueux se livrent à la beuverie autour d'un grand tonneau.

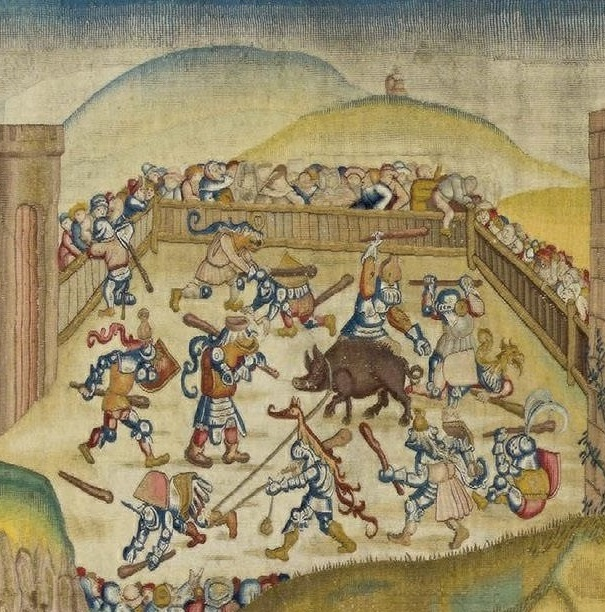
Détail montrant des aveugles aux prises avec un sanglier.

À gauche, autour d'un enclos, des spectateurs assistent à une tentative drolatique de mise à mort d'un sanglier par une douzaine d'hommes en armure. L'aspect parodique de cette « chasse » est renforcé par les cimiers grotesques de plusieurs d'entre eux (soufflet, assiette, cruchon...). Cette scène représente un divertissement cruel auquel on faisait participer des aveugles : s'ils parvenaient à tuer un cochon attaché sans s'assommer entre eux, ils pouvaient manger l'animal. L'existence de ce jeu est attestée, par exemple, lors du mardi gras de 1386 à Lübeck. Représenté dans un dessin de Jan Verbeeck (frère de Frans) conservé à l’École des Beaux-arts de Paris, il était aussi le sujet d'une toile aujourd'hui disparue, attribuée à Bosch et achetée en 1570 par Philippe II d'Espagne aux héritiers de l'humaniste Felipe de Guevara. Dans la tapisserie de Saint Martin, la scène du sanglier pourrait faire allusion à un proverbe flamand : « Op Sint Martijn, slacht de arme het zwijn » (« À la Saint-Martin, le pauvre tue son cochon »).
Inspirées de Bosch, auquel les anciens inventaires royaux espagnols attribuaient plusieurs œuvres (aujourd'hui perdues) sur ce thème, les drôleries et scènes de genre satiriques tirant prétexte de la légende de Saint Martin étaient prisées au milieu du XVIe siècle, comme en témoignent Saint Martin au port, une gravure éditée à Anvers par Jérôme Cock avec l'inscription « Hieronymus bos inventor », ou encore Le Vin de la Saint-Martin peint par Bruegel à Bruxelles en 1566-1567.

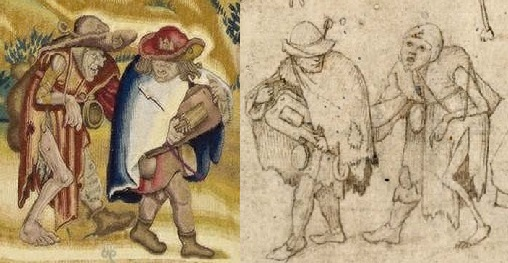
Comparaison avec le dessin de Vienne.

Comme pour la tapisserie précédente, certains détails semblent empruntés à des feuilles d'études connues. On y retrouve notamment les figures - inversées par rapport aux dessins et plus caricaturales que dans ceux-ci - d'un estropié et d'un joueur de vielle, respectivement tirés de deux feuilles conservées à Bruxelles et à Vienne, autrefois attribuées à Bosch lui-même ou à Bruegel mais que Fritz Koreny considère comme l’œuvre d'un suiveur de Bosch des années 1520-1540.